# Bianca Pascu
Bianca Alexandru Pascu (13 de junho de 1988) é uma esgrimista de sabre romena. Participou dos Jogos Olímpicos de Verão de 2012 em Londres defendendo seu país, a Romênia, onde competiu no evento de sabre individual feminino.

## Carreira
O primeiro esporte que Pascu praticou foi o handebol, ela começou a praticar esgrima aos 10 anos depois que um treinador de esgrima da CSM Brașov foi para a sua escola e percebeu que o esporte seria adequado para ela. Em 2007, transferiu-se para o CS Dinamo Bucareste, onde foi treinada por Alexandru Chiculiță.
Em 2008, Pascu conquistou a medalha de prata nas provas individuais e por equipes do Campeonato Europeu de Juniores em Ghent . Ela também ganhou a prata na Universiade de Verão de 2011 em Shenzhen, depois de ser derrotada na final pela ucraniana Olha Kharlan. No Campeonato Mundial de Catania naquele mesmo ano, ela teve que desistir de sua luta contra a alemã Stefanie Kubissa na tabela de 64 depois de romper o ligamento do joelho. Após três operações seguidas, se classificou para os Jogos Olímpicos de Verão de 2012, porém perdeu a primeira rodada preliminar para Zhu Min, da China, com uma pontuação de 10-15. No Campeonato Mundial de 2013 em Budapeste, ela derrotou a mexicana Julieta Toledo na tabela de 64, mas perdeu para a ucraniana Halyna Pundyk.
Ela ganhou a medalha de bronze no Campeonato Europeu de 2017.